# Ashtarak
Ashtarak (in armeno Աշտարակ?, letteralmente: "torre") è una città di circa 20 800 abitanti (2007), capoluogo della provincia di Aragatsotn in Armenia.